# USS Randolph (CV-15)

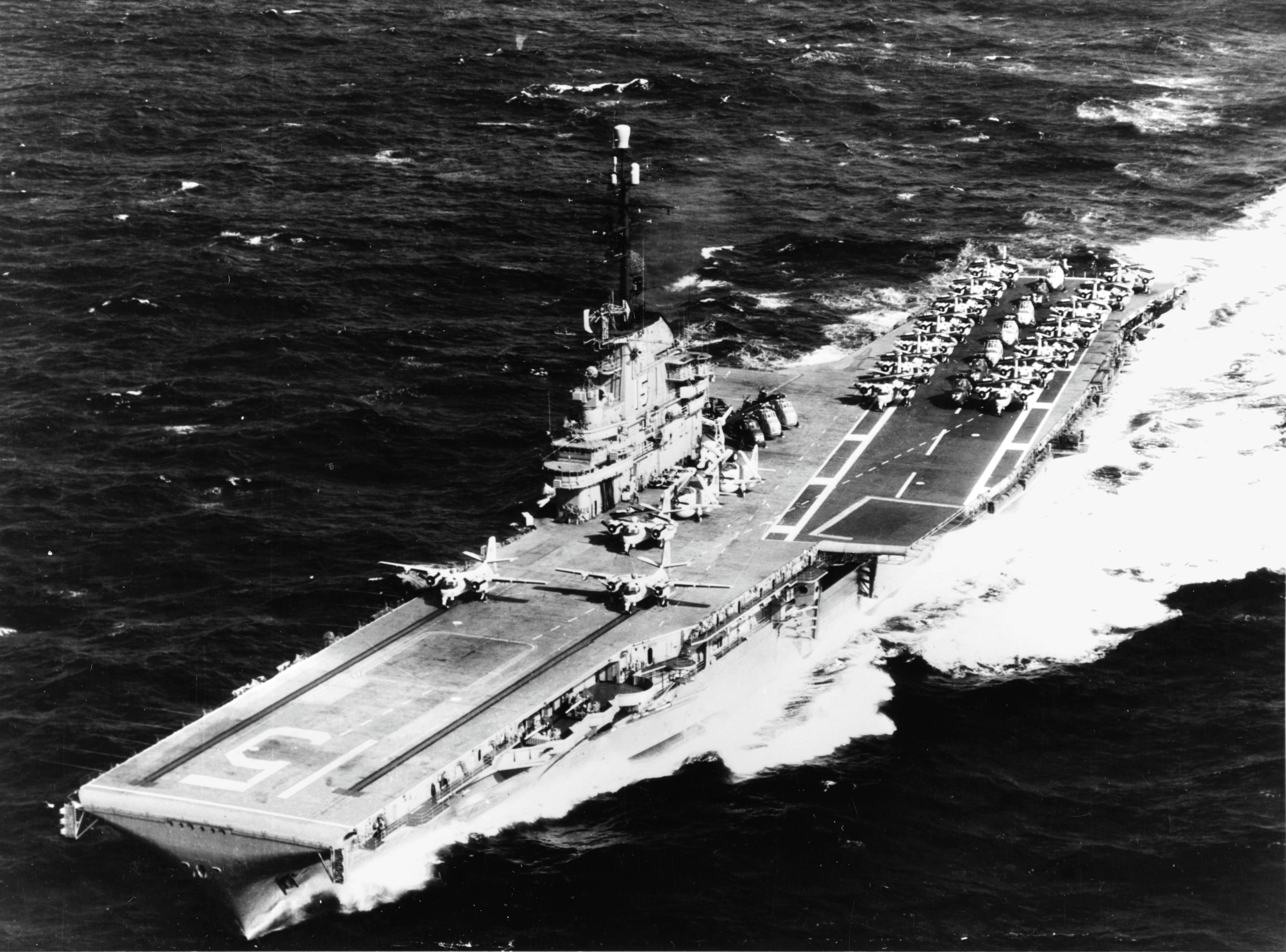
USS Randolph, 27 februari 1962.

USS Randolph (CV/CVA/CVS-15) var ett av 24 hangarfartyg av Essex-klass som byggdes för amerikanska flottan under andra världskriget. Fartyget var det andra i amerikanska flottan med det namnet, döpt efter Peyton Randolph, första kontinentala kongressens president. Randolph togs i tjänst i oktober 1944 och deltog i flera strider i Stillahavskriget och mottog tre battle stars. Hon togs ur tjänst kort efter krigsslutet men moderniserades och togs åter i tjänst i början av 1950-talet som ett attackhangarfartyg (CVA) och blev senare ett ubåtsjakthangarfartyg (CVS). Under hennes andra tjänstgöringsperiod opererade hon enbart i Atlanten, Medelhavet och Karibien. I början av 1960-talet fungerade hon som återhämtningsfartyg för Mercuryprogrammets rymduppdrag, däribland John Glenn historiska första flygning i omloppsbana runt jorden.
Hon utrangerades 1969 och såldes för skrotning 1975.